# Manuel Simeón Pastor y Pellicer
Manuel Simeón Pastor y Pellicer (Alcañiz, 18 de febrero de 1854-Zaragoza, 27 de marzo de 1905) fue un médico y periodista español.
Fue catedrático de Medicina en la Universidad de Zaragoza. Después de ejercer algún tiempo, volvió a su ciudad natal, Alcañiz. Fue médico del Seminario Conciliar. En 1883 fundó en Zaragoza El Pilar, revista religiosa muy leída.